# Kalarepa
Kalarepa (Brassica oleracea var. gongylodes L.) – odmiana kapusty warzywnej. Jest to roślina dwuletnia należąca do rodziny kapustowatych. Znana jest wyłącznie z uprawy, nie występuje na stanowiskach naturalnych. W Polsce jest pospolitą rośliną uprawną.

## Morfologia
PokrójNadziemna część szyjki korzeniowej oraz łodyga wytwarzają spichrzową bulwę pędową, z której wyrasta kilka liści o długich ogonkach.
ŁodygaTworzy zgrubienie, jest silnie skrócona, mięsista i zgrubiała o kształcie kulistym, zielona lub fioletowa.
LiścieRóżnego kształtu i wielkości, osadzone na długich ogonkach.
KorzeńSłabo rozwinięty.

## Zastosowanie

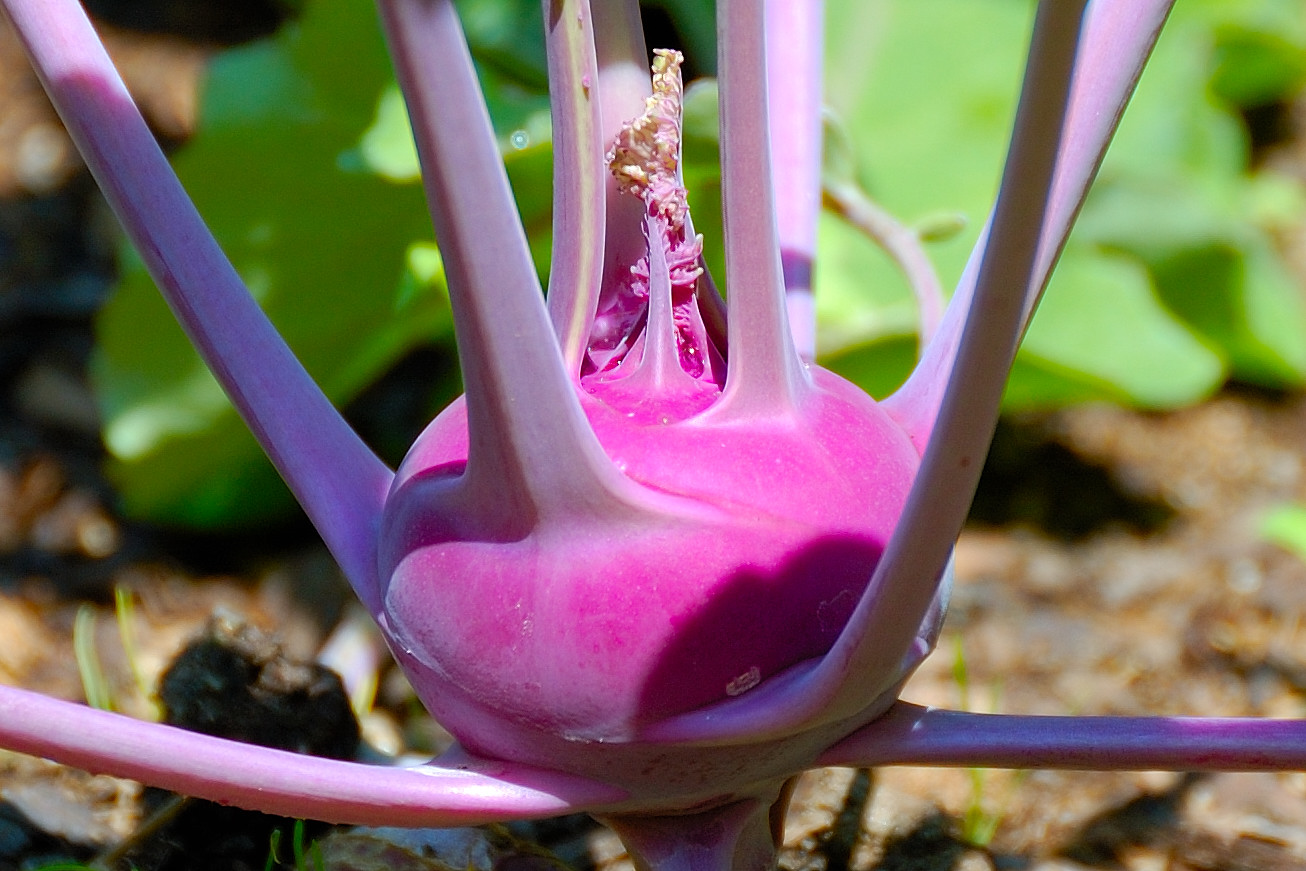
Kultywar o fioletowych pędach

- Warzywo
- Roślina pastewna